# Steve Basson
Steve Basson (Kaapstad, 21 december 1978) is een Zuid-Afrikaans golfprofessional, die actief is op de Sunshine Tour.

## Loopbaan
Basson werd in 1999 golfprofessional. In oktober 2005 behaalde Basson op de Sunshine Tour zijn eerste profzege door de Vodacom Origins of Golf Tour Championship te winnen.

## Prestaties

### Professional
Sunshine Tour
| Nr. | Datum           | Toernooi                                  | Score        | Score | Info  |
| --- | --------------- | ----------------------------------------- | ------------ | ----- | ----- |
| 1   | 21 oktober 2005 | Vodacom Origins of Golf Tour Championship | 69+79+70=218 | –1    | [ 1 ] |
| 2   | 19 maart 2006   | Stanbic Zambia Open                       | 72+71+64=207 | –9    | [ 2 ] |
| 3   | 1 april 2007    | Finance Bank Zambia Open                  | 71+66+69=206 | –13   | [ 3 ] |